# Borowiczki
Borowiczki – jednostka pomocnicza gminy (osiedle) Płocka. Obejmuje m.in. Borowiczki-Parcele i Borowiczki-Cukrownię.
W latach 1954–1972 wieś należała i była siedzibą władz gromady Borowiczki. W 1973 r. utworzono gminę Borowiczki. Borowiczki zostały przyłączone do miasta 1 grudnia 1981 roku. Powierzchnia osiedla to 6,04 km². W Borowiczkach mieszka 3645 osób.
W Borowiczkach znajduje się Szkoła Podstawowa nr 20 im. Władysława Broniewskiego oraz Miejskie Przedszkole nr 34 im. Kubusia Puchatka i Jego Przyjaciół z Oddziałami Integracyjnymi.
Borowiczki należą do parafii św. Jakuba. Ta część miasta rozwinęła się po wybudowaniu tu cukrowni (1900 r.). Nazwa osiedla pochodzi od grzybów borowików, które są bardzo popularnymi grzybami w pobliskich lasach.
Zabytki
- Cukrownia z 1889 r., wzniesiona według projektu Ludwika Rosmana, rozbudowana w latach 1969–1971.
- Pałac z 1910 r.

## Ludność
| Rok     | 2000 | 2004 | 2005 | 2009 |
| Ludność | 3400 | 3650 | 3660 | 3645 |